# تماضر شيخ الدين
تماضر شيخ الدين جبريل ممثلة ومخرجة وكاتبة سودانية. عُرفت من خلال اخراجها أول مسرحية لها في الثمانينات كلام في الممنوع والتي منعها جهاز الأمن والمخابرات السودانى انذاك بعدها شاركت في العديد من المسرحيات والمسلسلات حتى برز اسمها على الساحة الفنية.تقيم بمدينة بوسطن الأمريكية منذ التسعينات

## عن حياتها
تماضر شيخ الدين جبريل ممثلة ومخرجة وكاتبة سودانية من مواليد منطقة القضارف بشرق السودان وهى خريجة معهد الموسيقى والمسرح بالسودان قامت ببطولة العديد من المسرحيات والمسلسلات السودانية تعمل الآن علي تقديم عروض مسرحية في الولايات المتحدة الأمريكية والعديد من الدول الأخري وانشئت فرقة عرائس النيل الاستعراضية بمدينة بوسطن الامريكية منذ التسعينات.

## من الأفلام
- عروس النيل[4]
- تحية واحتراماً[4]

## من المسرحيات
- بيت بنت المنا بت مساعد
- كلام في الممنوع والتي كانت من اخراجها
- زفاف مهيرة[5]
- هي وهو مع علي مهدي وتحية زروق[6]

## المسلسلات الإذاعية
- حكاية من حلتنا

حكاية من حلتنا من تأليف الأديب والإعلامي سعد الدين إبراهيم وإخراج معتصم فضل مدير الإذاعة السودانية السابق